# ذراع المشراح (حالمين)

تعديل مصدري - تعديل

ذراع المشراح هي إحدى قرى عزلة حبيل الريدة بمديرية حالمين التابعة لمحافظة لحج، بلغ تعداد سكانها 134 نسمة حسب تعداد اليمن لعام 2004.